# Venezuela i olympiska sommarspelen 2004
Venezuela i olympiska sommarspelen 2004 bestod av 48 idrottare som blivit uttagna av Venezuelas olympiska kommitté.

## Bordtennis
Damsingel:
- Fabiola Ramos
  - Första omgången: Förlorade mot Laura Negrisoli från Italien (9 - 11, 5 - 11, 6 - 11, 11 - 8, 3 - 11)

Damdubbel:
- Fabiola Ramos och Luisana Perez
  - Första omgången: Besegrade Berta Rodriguez och Maria Paulina Vera från Chile (12 - 14, 11 - 8, 6 - 11, 11 - 7, 11 - 13, 11 - 5, 11 - 7)
  - Andra omgången: Förlorade mot Tawny Banh och Jun Gao från USA (3 - 11, 4 - 11, 6 - 11, 7 - 11)

## Boxning
Herrarnas lätt flugvikt:
- Miguel Ángel Miranda
  - Sextondelsfinal: Förlorade mot Yan Bhartelemy från Kuba  (outscored; omgång 3, 1:30)

Herrarnas flugvikt:
- Jonny Mendoza
  - Sextondelsfinal: Bye
  - Åttondelsfinal: Förlorade mot Paulus Ambunda från Namibia  (19 - 39)

Herrarnas bantamvikt:
- Alexander Espinoza
  - Sextondelsfinal: Bye
  - Åttondelsfinal: Förlorade mot Andrew Kooner från Kanada  (20 - 37)

Herrarnas lätt weltervikt:
- Patrick López
  - Sextondelsfinal: Förlorade mot Michele di Rocco från Italien  (30 - 37)

Herrarnas weltervikt:
- Jean Carlos Prada
  - Sextondelsfinal: Förlorade mot Sherzod Husanov från Uzbekistan  (20 - 33)

Herrarnas lätt tungvikt:
- Edgar Muñoz
  - Sextondelsfinal: Besegrade Mario Sivolija från Kroatien  (31 - 23)
  - Åttondelsfinal: Förlorade mot Magomed Aripgadjiev från Ryssland  (10 - 18)

Herrarnas tungvikt:
- Wilmer Vasquez
  - Åttondelsfinal: Besegrade Ertugrul Ergezen från Turkiet (walkover)
  - Kvartsfinal: Förlorade mot Odlanier Solis från Kuba (4 - 24)

## Brottning

### Fristil
Damernas flugvikt:
- Mayelis Caripa
  - Pool 4
    - Förlorade Lorisa Oorzhak från Ryssland (0 - 7)
    - Förlorade Li Hui från Kina (0 - 10)
    - Förlorade Patricia Miranda från USA (1 - 11)

  - 4:a i poolen, gick inte vidare (1 TP, 1 CP, 12:a totalt)

### Grekisk-romersk
Herrarnas supertungvikt:
- Rafael Barreno
  - Pool 1
    - Förlorade mot Hayzak Galstyan från Armenien (3 - 9)
    - Förlorade mot Yannick Szczepaniak från Frankrike (0 - 10)

  - 3:a poolen, gick inte vidare (3 TP, 1 CP, 16:a totalt)

## Cykling

### Landsväg
Herrarnas linjelopp:
- Unai Etxebarría
  - 5:41:56 (34:a totalt, 0:12 bakom)

- José Chacón Díaz
  - Fullföljde inte

Chacon ingick i en grupp med 10 cyklister som stoppades efter 12 av 17.

### Bancykling
Damernas sprint:
- Daniela Larreal
  - Kval: 11.597 s (8:a totalt)
  - Åttondelsfinaler: Besegrade Yvonne Hijgenaar från Nederländerna (1 - 0, 11.849 s)
  - Kvartsfinaler: Förlorade mot Lori-Ann Muenzer från Kanada (0 - 2, 12.064 s, 11.888 s)
  - 5-8-klassificering: diskvalificerad

## Friidrott
Herrarnas 400 meter:
- Luis Luna
  - Round 1: 47.92 s (6:e i heat 8, gick inte vidare, 49:a totalt)

Herrarnas 5 000 meter:
- Freddy Gonzalez
  - Round 1: 13:42.44 (13:e i heat 2, gick inte vidare, 28:a totalt)

Herrarnas maraton:
- Luis Fonseca
  - Did not finish

Herrarnas längdhopp:
- Victor Castillo
  - Kval: 7.98 meter (8:a i grupp B, gick inte vidare, 15:a totalt)

Herrarnas spjutkastning:
- Manuel Fuenmayor
  - Kval: 72.26 meter (15:a i grupp A, gick inte vidare, 30:a totalt)

## Fäktning
Herrarnas värja:
- (9) Silvio Fernández
  - 32-delsfinaler: Bye
  - Sextondelsfinal: besegrade (24) Xie Yongjun från Kina (15 - 13)
  - Åttondelsfinaler: besegrade (7) Zhao Gang från Kina (15 - 12)
  - Kvartsfinaler: förlorade mot (2) Marcel Fischer från Schweiz (13 - 15)

Herrarnas florett:
- (32) Carlos Rodríguez
  - 32-delsfinaler: besegrade (33) Mostafa Anwar från Egypten (15 - 7)
  - Sextondelsfinal: förlorade mot (2) Salvatore Sanzo från Italien (7 - 15)

Herrarnas florett:
- (17) Mariana González
  - Sextondelsfinal: besegrade (15) Erinn Smart från USA (14 - 2)
  - Åttondelsfinaler: förlorade mot (1) Valentina Vezzali från Italien (4 - 15)

Damernas sabel:
- (18) Alejandra Benitez
  - Sextondelsfinal: förlorade mot (15) Zhang Yin från Kina (9 - 15)

## Judo
Herrarnas extra lättvikt (-60 kg)
- Reiver Alvarenga
  - Sextondelsfinal: Förlorade mot Benjamin Darbelet från France (Straffpoäng; 2 shidos)

Herrarnas halv lättvikt (-66 kg)
- Ludwig Ortíz
  - Sextondelsfinal: Förlorade mot Yordanas Arencibia från Kuba (Sode-tsurikomi-goshi; waza-ari) (Gick vidare till återkval)
  - Återkval omgång 1: Besegrade Heath Young från Australien (Kuzure-kami-shiho-gatame; ippon - 4:14)
  - Återkval omgång 2: Förlorade mot Joao Pena från Portugal (Kata-guruma; yuko)

Herrarnas lättvikt (-73 kg)
- Richard León
  - Sextondelsfinal: Förlorade mot Victor Bivoi från Kuba (Sode-tsurikomi-goshi; waza-ari) (Gick vidare till återkval)
  - Återkval omgång 1: Förlorade mot Hamed Malekmohammadi från Iran (Sukui-nage; ippon - 1:54)

Herrarnas mellanvikt (-90 kg)
- José Gregorio Camacho
  - Sextondelsfinal: Förlorade mot Eduardo Costa från Argentina (Sode-tsurikomi-goshi; waza-ari)

Herrarnas tungvikt (+100 kg)
- Leonel Wilfredo Ruíz
  - Sextondelsfinal: Förlorade mot Charalampos Papaioannou från Grekland (Yoko-shiho-gatame; ippon - 1:00)

Damernas halv lättvikt (-52 kg)
- Flor Velázquez
  - Sextondelsfinal: Bye
  - Åttondelsfinal: Förlorade mot Georgina Singleton från Storbritannien (Straffpoäng; 2 shidos)

Herrarnas halv lättvikt (-66 kg)
- Rudymar Fleming
  - Sextondelsfinal: Förlorade mot Kie Kusakabe från Japan (Ippon-seoi-nage; yuko)

Damernas halv tungvikt (-78 kg)
- Keivi Pinto
  - Sextondelsfinal: Besegrade Sisilia Naisiga Rasokisoki från Finland (Ouchi-gari; yuko)
  - Åttondelsfinal: Förlorade mot Noriko Anno från Japan (Kuzure-kesa-gatame; ippon - 2:52) (Gick vidare till återkval)
  - Återkval omgång 1: Bye
  - Återkval omgång 2: Förlorade mot Lucia Morico från Italien (Kuzure-kami-shiho-gatame ; ippon - 1:47)

Damernas tungvikt (+78 kg)
- Giovanna Blanco
  - Sextondelsfinal: Bye
  - Åttondelsfinal: Besegrade Eva Bisseni från Frankrike (Tani-otoshi; yuko)
  - Kvartsfinal: Förlorade mot Daima Beltrán från Kuba (Sumi-otoshi; ippon - 2:43) (Gick vidare till återkval)
  - Återkval omgång 2: Besegrade Karina Bryant från Storbritannien (Straffpoäng; 3 shidos)
  - Återkval omgång 3: Förlorade mot Insaf Yahyaoui från Tunisiem (Kuzure-kesa-gatame; ippon - 2:41)

## Segling
Herrar
| Seglare             | Gren    | Lopp | Lopp | Lopp | Lopp | Lopp | Lopp | Lopp | Lopp | Lopp | Lopp | Lopp | Summerad poäng | Finalplacering |
| Seglare             | Gren    | 1    | 2    | 3    | 4    | 5    | 6    | 7    | 8    | 9    | 10   | M*   | Summerad poäng | Finalplacering |
| ------------------- | ------- | ---- | ---- | ---- | ---- | ---- | ---- | ---- | ---- | ---- | ---- | ---- | -------------- | -------------- |
| Carlos Julio Flores | Mistral | 25   | 30   | 26   | 11   | 16   | 25   | 28   | 27   | 27   | 24   | 23   | 232            | 25             |

M = Medaljlopp; EL = Eliminerad – gick inte vidare till medaljloppet;

## Simhopp
Herrar
| Ramon Fumado | 3 m | 410,97 | 14 Q | 605,79 | 17 | Gick inte vidare | Gick inte vidare | Gick inte vidare | Gick inte vidare |

## Taekwondo
| Idrottare           | Gren             | Åttondelsfinaler          | Kvartsfinaler        | Semifinaer           | Återkval             | Bronsmatch           | Final                 | Final            |
| Idrottare           | Gren             | Motståndare Resultat      | Motståndare Resultat | Motståndare Resultat | Motståndare Resultat | Motståndare Resultat | Motståndare Resultat  | Placering        |
| ------------------- | ---------------- | ------------------------- | -------------------- | -------------------- | -------------------- | -------------------- | --------------------- | ---------------- |
| Luis Alberto García | Herrarnas −68 kg | Silva (BRA) L 5–6         | Gick inte vidare     | Gick inte vidare     | Gick inte vidare     | Gick inte vidare     | Gick inte vidare      | Gick inte vidare |
| Luis Noguera        | Herrarnas +80 kg | Zrouri (MAR) L 5–8        | Gick inte vidare     | Gick inte vidare     | Gick inte vidare     | Gick inte vidare     | Gick inte vidare      | Gick inte vidare |
| Dalia Contreras     | Damernas −49 kg  | Arusi (ISR) W 5–1         | Gonda (CAN) L 2–3    | Gick inte vidare     | Gick inte vidare     | Gick inte vidare     | Gick inte vidare      | Gick inte vidare |
| Adriana Carmona     | Damernas +67 kg  | Stevenson (GBR) W 8–8 SUP | Chen Z (CHN) L 5–7   | Did not advance      | Okamoto (JPN) W 5–2  | Dawani (JOR) W 11–8  | Falavigna (BRA) W 7–4 | 3                |

## Tennis
| Spelare            | Gren      | Omgång 1                | Omgång 2                        | Åttondelsfinaler  | Kvartsfinaler     | Semifinaler       | Final / BM        | Final / BM       |
| Spelare            | Gren      | Motståndare Poäng       | Motståndare Poäng               | Motståndare Poäng | Motståndare Poäng | Motståndare Poäng | Motståndare Poäng | Placering        |
| ------------------ | --------- | ----------------------- | ------------------------------- | ----------------- | ----------------- | ----------------- | ----------------- | ---------------- |
| María Vento-Kabchi | Damsingel | Kremer (LUX) W 6–3, 6–4 | Henin-Hardenne (BEL) L 2–6, 1–6 | Gick inte vidare  | Gick inte vidare  | Gick inte vidare  | Gick inte vidare  | Gick inte vidare |

## Triathlon
| Triathlet         | Gren                | Simning (1,5 km) | Trans 1 | Cykling (40 km) | Trans 2 | Löpning (10 km) | Total tid  | Placering |
| ----------------- | ------------------- | ---------------- | ------- | --------------- | ------- | --------------- | ---------- | --------- |
| Gilberto González | Herrarnas triathlon | 18:24            | 0:19    | 1:05:29         | 0:19    | 35:19           | 1:59:12,20 | 36        |